# Gokū: Midnight Eye
Gokū: Midnight Eye (?, MIDNIGHT EYE ゴクウ) è una miniserie OAV di genere cyberpunk, realizzata dalla Madhouse da Yoshiaki Kawajiri, adattamento dell'omonimo manga di Buichi Terasawa. La serie si compone di due episodi, distribuiti entrambi nel 1989.

## Trama
L'anime segue le vicende del detective Goku Furinji, a cui in seguito ad un incidente viene impiantato un occhio artificiale, capace di connettersi alla banca dati mondiale. 